# Universidade Nacional da Austrália
A Universidade Nacional Australiana (em inglês:  Australian National University, ANU) é uma universidade pública localizada em Camberra, Austrália. Ela foi fundada em 1 de agosto de 1946 como uma universidade de pesquisa e pós-graduação. Em 1960, cursos para alunos de graduação foram acrescentados à ANU, quando esta se fundiu ao Canberra University College. A universidade é gerida por um conselho de 15 membros.

## Ligações externas

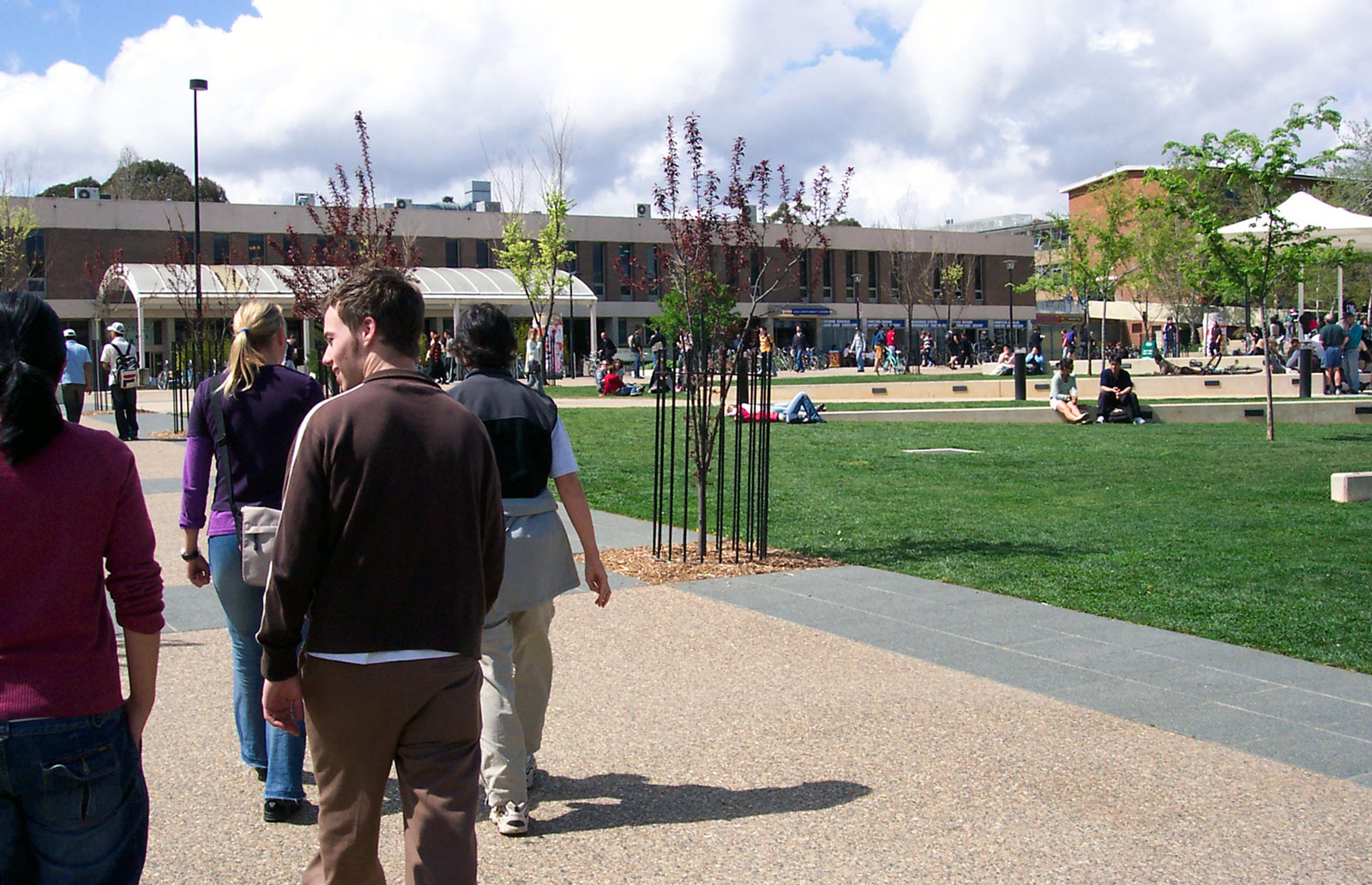
A ANU no horário do almoço.